# While(1 Is Less Than 2)
Albums de deadmau5
Album Title Goes Here
(2012) W:/2016ALBUM/
(2016)
while(1<2) est le septième album studio du compositeur canadien deadmau5 sorti le 17 juin 2014 sous le label mau5trap. 4 singles sont extraits de cet album : Avarita, sorti le 20 mai 2014, Seeya en featuring avec Colleen D'Agostino le 27 mai 2014, Infra Turbo Pigcart Racer le 3 juin 2014 et Phantoms Can't Hang le 10 juin 2014. L'album contient 2 CD, le premier ayant 10 titres et le deuxième 16 titres.
Certains morceaux étaient disponibles sur le compte soundcloud de deadmau5, avant d'être retirés courant 2014. Certains morceaux sont également issus de l'EP de deadmau5 7.

## Liste des pistes[1]
| Disque 1 | Disque 1                                            | Disque 1                        | Disque 1 | Disque 1 | Disque 1 | Disque 1 | Disque 1 | Disque 1 | Disque 1 |
| No       | Titre                                               | Auteur                          | Durée    |          |          |          |          |          |          |
| -------- | --------------------------------------------------- | ------------------------------- | -------- | -------- | -------- | -------- | -------- | -------- | -------- |
| 1.       | Avaritia                                            | deadmau5                        | 6:42     |          |          |          |          |          |          |
| 2.       | Coelacanth I                                        | deadmau5                        | 2:46     |          |          |          |          |          |          |
| 3.       | Ice Age (deadmau5 Remix) (de How To Destroy Angels) | How To Destroy Angels, deadmau5 | 6:51     |          |          |          |          |          |          |
| 4.       | My Pet Coelacanth                                   | deadmau5                        | 8:15     |          |          |          |          |          |          |
| 5.       | Infra Turbo Pigcart Racer                           | deadmau5                        | 9:36     |          |          |          |          |          |          |
| 6.       | Terrors In My Head                                  | deadmau5                        | 8:37     |          |          |          |          |          |          |
| 7.       | Creep                                               | deadmau5                        | 5:37     |          |          |          |          |          |          |
| 8.       | Somewhere Up Here                                   | deadmau5                        | 5:10     |          |          |          |          |          |          |
| 9.       | Phantoms Can't Hang                                 | deadmau5                        | 9:15     |          |          |          |          |          |          |
| 10.      | Gula                                                | deadmau5                        | 6:56     |          |          |          |          |          |          |
| 69:46    |                                                     |                                 |          |          |          |          |          |          |          |

| Disque 2 | Disque 2                                          | Disque 2                     | Disque 2 | Disque 2 | Disque 2 | Disque 2 | Disque 2 | Disque 2 | Disque 2 |
| No       | Titre                                             | Auteur                       | Durée    |          |          |          |          |          |          |
| -------- | ------------------------------------------------- | ---------------------------- | -------- | -------- | -------- | -------- | -------- | -------- | -------- |
| 1.       | Acedia                                            | deadmau5                     | 6:25     |          |          |          |          |          |          |
| 2.       | Invidia                                           | deadmau5                     | 3:16     |          |          |          |          |          |          |
| 3.       | Errors In My Bread                                | deadmau5                     | 5:17     |          |          |          |          |          |          |
| 4.       | Survivalism (deadmau5 Remix) (de Nine Inch Nails) | Nine Inch Nails, deadmau5    | 3:37     |          |          |          |          |          |          |
| 5.       | Slient Picture                                    | deadmau5                     | 3:38     |          |          |          |          |          |          |
| 6.       | Rlyehs Lament                                     | deadmau5                     | 4:48     |          |          |          |          |          |          |
| 7.       | Superbia                                          | deadmau5                     | 2:14     |          |          |          |          |          |          |
| 8.       | Mercedes                                          | deadmau5                     | 9:38     |          |          |          |          |          |          |
| 9.       | Bleed                                             | deadmau5                     | 4:00     |          |          |          |          |          |          |
| 10.      | Ira                                               | deadmau5                     | 2:38     |          |          |          |          |          |          |
| 11.      | Monday                                            | deadmau5                     | 3:45     |          |          |          |          |          |          |
| 12.      | A Moment To Myself                                | deadmau5                     | 3:28     |          |          |          |          |          |          |
| 13.      | Pets                                              | deadmau5                     | 7:31     |          |          |          |          |          |          |
| 14.      | Coelacanth II                                     | deadmau5                     | 2:36     |          |          |          |          |          |          |
| 15.      | Seeya (feat. Colleen D'Agostino)                  | deadmau5, Colleen D'Agostino | 6:40     |          |          |          |          |          |          |
| 16.      | Petting Zoo (Bonus Track)                         |                              | 7:31     |          |          |          |          |          |          |
| 77:02    |                                                   |                              |          |          |          |          |          |          |          |

| Bonus tracks (téléchargement digital) | Bonus tracks (téléchargement digital) | Bonus tracks (téléchargement digital)         | Bonus tracks (téléchargement digital) | Bonus tracks (téléchargement digital) | Bonus tracks (téléchargement digital) | Bonus tracks (téléchargement digital) | Bonus tracks (téléchargement digital) | Bonus tracks (téléchargement digital) | Bonus tracks (téléchargement digital) |
| No                                    | Titre                                 | Auteur                                        | Durée                                 |                                       |                                       |                                       |                                       |                                       |                                       |
| ------------------------------------- | ------------------------------------- | --------------------------------------------- | ------------------------------------- | ------------------------------------- | ------------------------------------- | ------------------------------------- | ------------------------------------- | ------------------------------------- | ------------------------------------- |
| 1.                                    | while(1<2) [disque 1]                 | deadmau5, How To Destroy Angels               | 1:07:12                               |                                       |                                       |                                       |                                       |                                       |                                       |
| 2.                                    | while(1<2) [disque 2]                 | deadmau5, Colleen D'Agostino, Nice Inch Nails | 1:03:41                               |                                       |                                       |                                       |                                       |                                       |                                       |
| 2:10:53                               |                                       |                                               |                                       |                                       |                                       |                                       |                                       |                                       |                                       |

## Classement par pays
| Classement                           | Meilleure position |
| ------------------------------------ | ------------------ |
| États-Unis (Dance/Electronic Albums) | 1                  |
| Royaume-Uni (UK Dance Albums Chart)  | 1                  |
| Australie (ARIA Charts)              | 2                  |
| Canada (Canadian Albums Chart)       | 5                  |
| États-Unis (Billboard 200)           | 9                  |
| Écosse (Scottish Albums Chart)       | 13                 |
| Suisse (Swiss Music Charts)          | 25                 |
| Allemagne (Media Control Charts)     | 31                 |
| Belgique (Ultratop 50) (Flandre)     | 36                 |
| Belgique (Ultratop 50) (Wallonie)    | 52                 |
| France (SNEP)                        | 165                |

## Versions alternatives des morceaux
La plupart des morceaux de cet album ont fait l'objet de versions intermédiaires, sortes de brouillons non terminés, publiées sous des noms divers sur la chaîne Soundcloud personnelle de Joël Zimmerman durant l'écriture de l'album. Cette chaîne n'existe plus aujourd'hui mais la plupart des versions intermédiaires sont encore disponibles sur la plateforme de vidéo YouTube.